# Trágala perro
|  |

El aguafuerte Trágala perro es un grabado de la serie Los Caprichos del pintor español Francisco de Goya. Está numerado con el número 58 en la serie de 80 estampas. Se publicó en 1799.

## Interpretaciones de la estampa
Existen varios manuscritos contemporáneos que explican las láminas de los Caprichos. El que se encuentra en el Museo del Prado se tiene como autógrafo de Goya, pero parece más bien despistar y buscar un significado moralizante que encubra significados más arriesgados para el autor. Otros dos, el que perteneció a Ayala y el que se encuentra en la Biblioteca Nacional, realzan la parte más escabrosa de las láminas.
- Explicación de esta estampa del manuscrito del Museo del Prado: El que viva entre hombres será geringado irremediablemente: si quiere evitarlo habrá de irse a habitar a los montes y cuando esté allí conocerá también que esto de vivir solo es una geringa.[2]

- Manuscrito de Ayala: Intentan unos frailes curar a un pobre Marcos, colgándole al cuello una reliquia y echándole lavativas por fuerza.[2]

- Manuscrito de la Biblioteca Nacional: No le echan mala lavativa a cierto Juan Lanas unos frailes que galantean a su mujer y le ponen un taleguillo al cuello a manera de reliquia para que se cure y calle. La mujer se ve detrás cubierta con un velo y un monstruo de enorme cornamenta preside la función autorizándolo todo nuestro Padre Prior.[2]

- "Trágala, perro" se convirtió durante la revolución liberal de 1812 en una especie de himno liberal. El artista, que mantuvo una muy difícil relación con el poder -dividido entre su posición en la corte y su repulsión por el absolutismo- pudo haber conocido una versión anterior de la popular tonada satírica.[3]